# Mecklenburgbukten
Mecklenburgbukten eller Mecklenburgerbukten är en havsbukt i sydvästra Östersjön, belägen vid den tyska kusten norr om Mecklenburg-Vorpommern och öster om Schleswig-Holstein, mellan Fehmarn och Darss.  

## Geografi

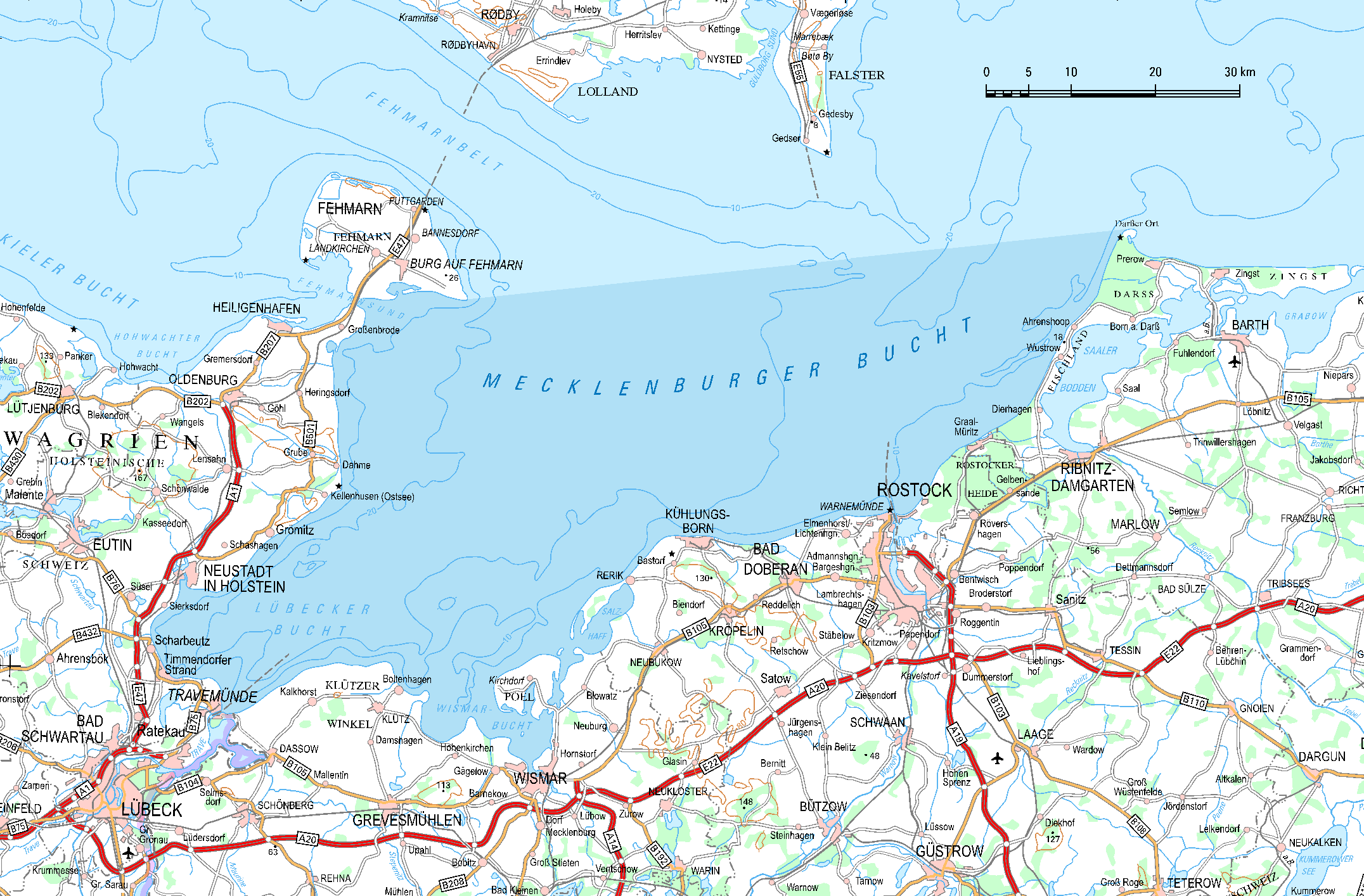
Karta över Mecklenburgbukten

Mecklenburgbuktens gränser går från ön Fehmarns östspets (Staberhuk) i Schleswig-Holstein till nordspetsen av halvön Darss (tyska: Darß) i Mecklenburg-Vorpommern. Området omedelbart norr om bukten utgör en del av Fehmarn Bält, med den danska ön Falster som närmaste land norrut. Lübeckbukten (tyska: Lübecker Bucht), där floden Trave mynnar ut vid Travemünde, och Wismarbukten utgör vikar av Mecklenburgbukten.  Floden Warnow mynnar ut i Mecklenburgbukten vid Warnemünde norr om Rostock.  Den största ön i bukten är Poel, belägen utanför Wismar.
Under Tysklands uppdelning i två stater 1948-1990 utgjorde Mecklenburgbukten havsgräns mellan Östtyskland och Förbundsrepubliken Tyskland.

## Sjöfart
Bukten ligger i en av sjöfarten tätt trafikerad del av Östersjön. De största hamnarna ligger i hansastäderna Wismar och Rostock samt i Travemünde i Lübeck.